# Medaglia d'Oro Città di Monza
La Medaglia d'Oro Città di Monza est une course cycliste italienne disputée au mois de mai à Monza, en Lombardie. Créée en 1933, cette compétition se tient sur le circuit automobile de Monza. Elle est organisée par la SC Pedale Monzese,.
Auparavant ouverte aux espoirs (moins de 23 ans) et élites sans contrat, elle est actuellement réservée aux cyclistes juniors (moins de 19 ans). 

## Palmarès
| Année | Vainqueur            | Deuxième             | Troisième             |
| ----- | -------------------- | -------------------- | --------------------- |
| 1933  | Amilcare Andreini    |                      |                       |
| 1934  | Salvatore Crippa     |                      |                       |
| 1935  | Augusto Meregalli    |                      |                       |
| 1936  | Salvatore Crippa     |                      |                       |
| 1937  | Enrico Bonetti       |                      |                       |
| 1938  | Salvatore Crippa     |                      |                       |
| 1939  | Oreste Conte         |                      |                       |
| 1940  | Luigi Riva           |                      |                       |
| 1941  | Gino Alberiggi       |                      |                       |
| 1942  | Michele Motta        |                      |                       |
| 1943  | Giuseppe Capuzzi     |                      |                       |
| 1944  | Antonio Covolo       | Aldo Baito           | Athos Guizzardi       |
| 1945  | Oreste Conte         |                      |                       |
| 1946  | Antonio Ausenda (it) |                      |                       |
| 1947  | Enrico Tua           |                      |                       |
| 1948  | Turchemeis Zanettini |                      |                       |
| 1949  | Giorgio Albani       |                      |                       |
| 1950  | Rino Pucci           |                      |                       |
| 1951  | Lino Colnaghi        |                      |                       |
| 1952  | Lino Colnaghi        |                      |                       |
| 1953  | Paolo Bozzoni        |                      |                       |
| 1954  | Erminio Sala         |                      |                       |
| 1955  | Mario Chiarini       |                      |                       |
| 1956  | Mario Mori           |                      |                       |
| 1957  | Antonio Domenicali   |                      |                       |
| 1958  | Augusto Morealetti   |                      |                       |
| 1959  | Luigi Ripamonti      |                      |                       |
| 1960  | Andrea Dancelli      |                      |                       |
| 1961  | Vincenzo Mapelli     |                      |                       |
| 1962  | Attilio Milani       |                      |                       |
| 1963  | Gianpiero Macchi     |                      |                       |
| 1964  | Mario Tognon         |                      |                       |
| 1965  | Lorenzo Bosisio      |                      |                       |
| 1966  | Lauro Grazioli       |                      |                       |
| 1967  | Vladimiro Palazzi    |                      |                       |
| 1968  | Giorgio Ghezzi       |                      |                       |
| 1969  | Ettore Rinaldi       |                      |                       |
| 1970  | Giorgio Ghezzi       |                      |                       |
| 1971  | Alessio Antonini     |                      |                       |
| 1972  | Loris Antonelli      |                      |                       |
| 1973  | Giovanni Santini     |                      |                       |
| 1974  | Giuseppe Martinelli  |                      |                       |
| 1975  | Eugenio Fattorini    |                      |                       |
| 1976  | Silvio Tempesta      |                      |                       |
| 1977  | Franco Brambilla     |                      |                       |
| 1978  | Emilio Mercatili     |                      |                       |
| 1979  | Cosmio Musciacca     |                      |                       |
| 1980  | Umberto Nava         |                      |                       |
| 1981  | Alberto Molinari     |                      |                       |
| 1982  | Luigi Lo Campo       | Fiorenzo Bressan     | Henryk Santysiak (de) |
| 1983  | Giovanni Strazzer    |                      |                       |
| 1984  | Vincenzo Verde       |                      |                       |
| 1985  | Ivan Mantegazza      |                      |                       |
| 1986  | Giuseppe Molteni     |                      |                       |
| 1987  | Flavio Anastasia     |                      |                       |
| 1988  | Nicola Loda          |                      |                       |
| 1989  | Alfredo Colombo      |                      |                       |
| 1990  | Alfredo Colombo      |                      |                       |
| 1991  | Remo Pasinelli       |                      |                       |
| 1992  | Gianpaolo Cremonesi  |                      |                       |
| 1993  | Dario Togni          |                      |                       |
| 1994  | Matteo Frutti        |                      |                       |
| 1995  | Andrea Paluan        |                      |                       |
| 1996  | Daniele De Paoli     | Giancarlo Raimondi   | Enrico Cassani        |
| 1997  | Andrea Lanzani       |                      |                       |
| 1998  | Marco Pinotti        |                      |                       |
| 1999  | Emanuele Gamba       |                      |                       |
| 2000  | Alessio Ciro         |                      |                       |
| 2001  | Marco Corsini        |                      |                       |
| 2002  | Maxim Rudenko        |                      |                       |
| 2003  | Marco Corsini        |                      |                       |
| 2004  | Antonio Marotti      | Mariano Giallorenzo  | Marco Corsini         |
| 2005  | Enrico Rossi         | Fausto Fognini       | Daniele Callegarin    |
| 2006  | Francesco Tizza      | Bruno Rizzi          | Matteo Scaroni        |
| 2007  | Francesco Ginanni    | Luca Amoriello       | Pierpaolo De Negri    |
| 2008  | Giovanni Carini      | Andrea Pinos         | Fabio Masotti         |
| 2009  | Matteo Pelucchi      | Giacomo Nizzolo      | Alessandro Bernardini |
| 2010  | Loris Paoli          | Stefano Perego       | Federico De Gaspari   |
| 2011  | Marco Amicabile      | Andrea Ziliani       | Sergio Martin         |
| 2012  | Loris Paoli          | Andrea Peron         | Alessandro Forner     |
| 2013  | Marco Amicabile      | Jakub Mareczko       | Eduard-Michael Grosu  |
| 2014  | Jakub Mareczko       | Xhuliano Kamberaj    | Luca Pacioni          |
| 2015  | Riccardo Minali      | Simone Consonni      | Michele Zanon         |
| 2016  | Francesco Lamon      | Rino Gasparrini      | Riccardo Minali       |
| 2017  | Nicolas Dalla Valle  | Alessandro Bresciani | Davide Donesana       |
| 2018  | Leonardo Fedrigo     | Enrico Zanoncello    | Xhuliano Kamberaj     |
| 2019  | Tommaso Campesan     | Stefano Moro         | Stefano Gandin        |
| 2020  | Samuel Quaranta      | Giosuè Epis          | Lorenzo Gobbo         |
| 2021  | Mirko Bozzola        | Alberto Bruttomesso  | Emanuele Albini       |
| 2022  | Lorenzo Nespoli      | Michał Żelazowski    | Giovanni Cuccarolo    |
| 2023  | Matteo Fiorin        | Michele Colosio      | Riccardo Barbuto      |
| 2024  | annulé               | annulé               | annulé                |
| 2025  | Christian Fantini    | Francesco Lonardi    | Riccardo Barbuto      |